# Lauri Koskela
Lauri Koskela (ur. 16 maja 1907 w Lapua, zm. 3 sierpnia 1944 w Vuosalmi) – fiński zapaśnik. Dwukrotny medalista olimpijski.
Walczył w stylu klasycznym w wadze lekkiej. W Los Angeles w 1932 zdobył brązowy medal. Cztery lata później został mistrzem olimpijskim. Stawał na podium mistrzostw Europy (tytuły mistrzowskie w 1935, 1937 i 1938). Nieprzerwanie, od 1932 do 1943, był medalistą mistrzostw Finlandii
Zginął w okolicach Vuosalmi (obecnie Baryszewo) w trakcie wojny kontynuacyjnej, części II wojny światowej.  Miał stopień kaprala.

## Starty olimpijskie (medale)
Los Angeles 1932
- styl klasyczny do 61 kg – brąz

Berlin 1936
- styl klasyczny do 66 kg – złoto